# Copestylum comstocki
Copestylum comstocki är en tvåvingeart som först beskrevs av Samuel Wendell Williston  1887.  Copestylum comstocki ingår i släktet Copestylum och familjen blomflugor. Inga underarter finns listade i Catalogue of Life.